# Luis Fernández Portocarrero
Luis Manuel Fernández Portocarrero Bocanegra y Guzmán (Palma del Río; 8 de enero de 1635 - Toledo; 14 de septiembre de 1709), eclesiástico y político español. Cardenal en 1669, virrey interino de Sicilia en 1677, arzobispo de Toledo y consejero de Estado durante el reinado de Carlos II. Estuvo a cargo del gobierno de España durante la agonía del rey Carlos II como valido, lugarteniente y gobernador del Reino y durante la ausencia del rey Felipe V por la Guerra de Sucesión Española como gobernador del Reino. Además, formó parte de la Junta de Gobierno que se ocupó de los asuntos de Estado desde la muerte de Carlos II hasta la llegada a España de Felipe V. Fue un personaje con una gran influencia en la política de la Corona española, dada su posición privilegiada dentro de la corte de la época.

## Biografía
Segundo hijo de Luis Andrés Fernández Portocarrero Bocanegra, conde de Palma del Río y marqués de Almenara, y de Leonor de Guzmán (de la familia de los marqueses de Algaba). Estudió en la Real Universidad de Toledo. Se ordenó sacerdote en fecha que no consta y fue nombrado cardenal en 1669. Su influencia en la corte fue considerada como una amenaza por la reina madre Mariana de Austria y por el infante Juan José de Austria, que en 1677 dispusieron su alejamiento designándole virrey de Sicilia, en cuyas funciones debió enfrentar la sublevación de Mesina, en la que los sicilianos contaban con el apoyo militar de las tropas francesas. En 1678 se le destinó a la embajada española en Roma.
En septiembre de 1679 volvió a España para ocuparse de los asuntos de gobierno en Madrid.
Se enfrentó en los últimos años del reinado de Carlos II al problema sucesorio, ya que el rey después de haber contraído matrimonio por dos veces no había podido engendrar un heredero que continuara la dinastía de los Habsburgo españoles. Portocarrero, al darse cuenta de la imposibilidad de que llegara al mundo tan ansiado heredero a causa de los problemas de salud del monarca se posicionó a favor del testamento que legaba a José Fernando de Baviera la Corona española, pero el precipitado fallecimiento de este cuando todavía era un niño le hizo cambiar de opinión y decantarse por el bando borbónico, proponiendo a un nieto de Luis XIV, Felipe, duque de Anjou, que sería conocido más tarde como Felipe V y que reinaría en España durante cuarenta y seis años siendo el primer monarca en España de la casa real de Borbón, oriunda de Francia.
Portocarrero tomó esta decisión de apoyar al candidato francés ya que creía que este era el único modo de salvaguardar la integridad territorial española aliándose con el hombre más poderoso en la Europa del siglo XVII, Luis XIV, el Rey Sol. Al morir Carlos II en noviembre de 1700, se desató un grave conflicto bélico en todo el continente entre Felipe y el candidato austríaco, el archiduque Carlos de Habsburgo que defendía sus derechos a la corona alegando su parentesco con la familia real española. Esta guerra, conocida como la Guerra de Sucesión Española finalizó con el Tratado de Utrecht reconociendo a Felipe como legítimo rey de España, renunciando este a su vez al Milanesado, Nápoles, Cerdeña y a los Países Bajos españoles que pasarían a manos del archiduque Carlos, convertido en el emperador Carlos VI del Sacro Imperio Romano Germánico tras la muerte de su padre, el emperador Leopoldo I y de su hermano mayor José I. Por el Tratado de Utrecht, además de los territorios antes citados, España perdió Sicilia, pero también Gibraltar y Menorca que pasaron a soberanía británica. En ese momento, y antes de producirse la entronización de Felipe V, este decidió enviar al cardenal a Toledo para mantenerlo alejado de las intrigas políticas de la corte. Portocarrero, al verse menospreciado tras la ayuda inestimable prestada al nuevo monarca, se rebeló contra él y comenzó a apoyar a las tropas del bando de los austracistas, con lo que Felipe V, ya en el poder, lo envió definitivamente desterrado a Toledo, donde murió en 1709. Su cuerpo fue expuesto públicamente en la Catedral de Toledo, y sería depositado ahí en la Capilla de la Bienaventurada Virgen María, en su tumba fue puesta una inscripción que por deseo suyo que dice así:

Aquí yace polvo, ceniza y nada

Sería el principio de una larga tutela francesa sobre la política y la economía hispánicas.

## En la ficción
En la película de 1947 La princesa de los Ursinos de Luis Lucia el actor Juan Espantaleón interpretó el papel del Cardenal Portocarrero.
| Predecesor: Leonor de Moura y Aragón | Lugarteniente del reino de Sicilia 1677 - 1678                             | Sucesor: Vicente Gonzaga Doria (virrey)    |
| Predecesor: Pascual de Aragón        | Arzobispo de Toledo Primado de España 1677 - 1709                          | Sucesor: Antonio Ibáñez de la Riva Herrera |
| Predecesor: Carlos II de España      | Lugarteniente del Reino 1700                                               | Sucesor: Felipe V de España                |
| Predecesor: Carlos II de España      | Miembro de la Junta de Gobierno de los Reinos de España e Indias 1700-1701 | Sucesor: Felipe V de España                |
| Predecesor: Felipe V de España       | Gobernador General del Reino 1701-1703                                     | Sucesor: Felipe V de España                |